# نورة بنت محمد آل سعود
نورة بنت محمد آل سعود هي أميرة سعودية وسيدة أعمال. هي مؤسسة ومالكة مجوهرات نون، وهي مصممة مجوهرات.

## النشأة والتعليم
ولدت نورة بنت محمد في السعودية. هي من أحفاد الملك فيصل. هي ابنة محمد بن عبد الله الفيصل آل سعود، ابن عبد الله بن فيصل آل سعود. والدتها هي نوف بنت خالد، ابنة الملك خالد.
نورة خريجة جامعة الملك سعود، وهي حاصلة على درجة البكالوريوس في الأدب الإنجليزي. كما درست التصميم الداخلي في جامعة ريتشموند في لندن. شاركت في ورشة عمل للمجوهرات في بلاس فاندوم في باريس.

## المسيرة المهنية
صممت نورة بنت محمد العديد من المجوهرات الراقية لعملاء خاصين حتى عام 2014 عندما أسست مجوهرات نون (Nuun Jewels)، وهي دار مجوهرات، يقع مقرها في شارع دي فوبورغ سانت أونوريه، باريس. كلمة "نون" (Nuun) هي إشارة إلى لقبها "نو" (Nu).
في عام 2019، افتتحت نورة أيضًا فرعًا لمجوهرات نون في الرياض. عرضت مجموعتها من المجوهرات في مدن مختلفة، بما في ذلك باريس في فندق فور سيزونز جورج الخامس، والرياض، والمنامة، ودبي، وموناكو.
في عام 2018، أطلقت نورة بنت محمد منصة لدعم قطاع التصميم والمصممين الناشئين في السعودية باسم "أضلال" (Adhlal). في عام 2020، صنفتها فوربس الشرق الأوسط كسادس أنجح رائدة أعمال سعودية طورت علامة تجارية محلية.
تشغل الأميرة نورة منصب مستشار خاص لنادي سباقات الخيل السعودي برئاسة بندر بن خالد الفيصل بن عبد العزيز آل سعود منذ عام 2020.

## الحياة الشخصية
تعيش نورة بنت محمد في الرياض وباريس، وهي متزوجة من فيصل الشواف، وهو مهندس معماري سعودي ورئيس شركة سعود للاستشارات الهندسية (Saud Consulting Services). فيصل الشواف خريج معهد وينتورث للتكنولوجيا، بوسطن.